# Stiviandra Oliveira
Stiviandra Oliveira (sinh năm 1989, tại Huíla) là một người mẫu Angola và là người chiến thắng của Hoa hậu Angola 2006.
Oliveira cũng đã đăng quang Hoa hậu Thế giới Châu Phi tại cuộc thi Hoa hậu Thế giới năm 2006.
Bắt đầu từ năm 2017, Stiviandra, dưới sự giám sát của Hoa hậu Comite, sẽ là Giám đốc Quốc gia của Hoa hậu Trái đất Angola.